# بهترین بازی دنیا
بهترین بازی انجام شده (به انگلیسی: The Greatest Game Ever Played) نام یک فیلم زندگی‌نامه‌ای/ورزشی محصول ۲۰۰۵ است که برداشتی از زندگی واقعی فرانسیس اویمت در زمانی که وی تازه قدم به رقابت‌های حرفه‌ای گلف گذاشته بود، است. فیلم‌نامه این فیلم اقتباسی از کتاب The Greatest Game Ever Played: Harry Vardon, Francis Ouimet, and the Birth of Modern Golf نوشته مارک فراست می‌باشد. فیلم در یکی از باشگاه‌های گلف شهر مونترال استان کبک کانادا فیلمبرداری شده است.